# Villers-sur-Authie

Villers-sur-Authie este o comună în departamentul Somme, Franța. În 1 ianuarie 2022 avea o populație de 460 de locuitori.